# Бенавидес, Мануэль Домингес
Мануэль Домингес Бенавидес (исп. Manuel Domínguez Benavides; 19 апреля 1895, Пуэнтеареас, Галисия — 19 октября 1947, Мехико, Мексика) — испанский писатель
, драматург, журналист, редактор, политический деятель. Социалист с 1932, коммунист с 1946.

## Биография
Родился в Галисии. Самоучка, позже поступил в Университет Сантьяго, в 1916 году окончил юридический факультет, юридической и преподавательской деятельностью не занимался, хотя и работал чиновником в Министерстве финансов и занимался журналистскую деятельность в качестве корреспондента в Париже изданий Ahora, El Liberal, Treball и Estampa (редактором которых он был с 1928 по 1937 год).
Член Испанской социалистической рабочей партии. Вследствие революционных событий октября 1934 года он был заключён в тюрьму на два месяца, а затем отправился в политическую эмиграцию в Париж, где оставался и после победы Народного фронта на выборах в феврале 1936 года, а вернулся с началом Гражданской войны в Испании, в итоге назначенный комиссаром республиканского флота. В 1938 году вместе с Хосе Бергамином и Хосе Марией Кирога Пла принял участие во внеочередной конференции Международной ассоциации писателей в защиту культуры.
После поражения республиканцев в гражданской войне (1939) Бенавидес был заключён в тюрьму и вынужден был эмигрировать в Латинскую Америку, а именно в .Мексику, где стал активным членом Кружка Хаиме Вера, в котором группировались последователи Негрина в ИСРП. Незадолго до смерти вступил в Компартию. 
Как прозаик дебютировал с романом «Скорбь» (1922). В возрасте 26 лет получил премию Грегорио Пуэйо. В 1928 году получил вторую премию на конкурсе газеты ABC за комедию «Главный герой добродетели».
Автор остросоциальных произведений: «Человек в тридцать лет» (1933), «Последний пират Средиземного моря» (1934), «Так произошла революция» (1934), «Попы и нищие» (1937), «Преступление Европы» (1937). За «Последнего пирата Средиземного моря», беллетризованную биографию банкира Хуана Марча (который скупил большую часть тиража с целью уничтожения, но не смог помешать книге добиться крупного издательского успеха), автор подвегался преследованиям. 
Его последние романы направлены против фашизма — «Новые пророки» (1942), «Война и революция в Каталонии» (1946), «Я из 5-го полка» (1947) и другие.

## Избранные произведения
Проза
- Lamentación (1922),
- En lo más hondo (1923),
- Cándido, hijo de Cándido (1924),
- Un hombre de treinta años (1933),
- El último pirata del Mediterráneo (1934),
- La revolución fue así (Octubre rojo y negro) (1935),
- Curas y mendigos (1936),
- El crimen de Europa (Nuestra guerra) (1937),
- Galicia Mártir. Episodios del terror blanco en las provincias gallegas (1938) -con el seudónimo de «Hernán Quijano»-
- Los nuevos profetas (1942),
- La escuadra la mandan los cabos (1944),
- Soy del quinto regimiento
- La historia se hace en Madrid

Пьесы
- El protagonista de la virtud (1928)
- El hombre, la mujer y el diablo